# 今日、恋をはじめます
『今日、恋をはじめます』（きょう こいをはじめます）は、水波風南による日本の漫画作品。『Sho-Comi』（小学館）にて、2007年19号から2011年24号まで掲載された。2018年12月時点で累計部数は1000万部を記録している。
2008年、『Sho-Comi』本誌6号付録にてドラマCD化され、2010年にはコミックス限定版としてアニメ化された。同年（2010年）小説化された。

## あらすじ
日比野つばきは、高校に入学したばかりの真面目が取り柄の女子高生。真面目過ぎるつばきは、三つ編みに、服装もいわゆる「戦時中の女学生」の姿で、入学式から注目の的となってしまう。そんな中、学校一のモテ男で名前の似ている・椿京汰と偶然隣の席になることに…。その上、ある事件がきっかけで彼にファーストキスを奪われ、遊ばれていると分かっていても、次第に京汰に惹かれていくつばきだが…?

## 登場人物
声の項はドラマCD / OVA版 / デジコミ版 / ムービーコミック版の順。演の項は映画版でのキャスト。
日比野 つばき（ひびの つばき）
声 - 佐藤利奈 / 伊藤かな恵 / 名塚佳織 / 伊藤かな恵
演 - 武井咲
本作の主人公。8月3日生まれ。高校1年生。入学式の際、京汰と出会いファーストキスを奪われ、彼の勝手な賭けのターゲット（遊び）にされる。当初は京汰を嫌っていた。真面目なのに要領が悪く、成績はいつも京汰より下の2位止まり。恋やお洒落にも興味はあるが、半ば諦め気味。特技はヘアアレンジ。高校入学当初は厳格な母親の意向で漠然と有名大学への進学を目指していたが、その後特技を生かし美容師を志す。
椿 京汰（つばき きょうた）
声 - 近藤隆 / 浪川大輔、米内佑希（幼少期） / 鈴木達央 / 浪川大輔
演 - 松坂桃李
クラスの中心的存在の美少年。10月31日生まれ。外見は派手だが、成績は学年首席で、入学式では新入生代表挨拶を務めた。口が悪く軽薄な性格。中学生の頃から賭け事で、地味な女の子を弄んでいた。高校入学後、次のターゲットをつばきにするが、徐々に本気で惹かれていき、恋人となる。宇宙に興味がある。
長谷川 西希（はせがわ にしき）
声 - 江口拓也（ムービーコミック版）
演 - 山﨑賢人
京汰の親友。さくらのことが好きで、彼女に積極的なアプローチを仕掛けて後に恋人同士になる。
市倉 深歩（いちくら みほ）
声 - 伊瀬茉莉也（OVA版）
つばきのクラスメイトで、友人。京汰とは中学からの知り合い。
日比野 さくら（ひびの さくら）
声 - なし / 矢作紗友里 / なし / 原紗友里
演 - 新川優愛
つばきの妹。12月17日生まれ。毎朝、姉に髪をアレンジしてもらっている。少々派手かつお洒落が大好き。京汰に恋心を寄せていたが、やがて西希と付き合い始める。つばきのことを心配している部分もあり、京汰に失恋した後はつばきの恋を応援している（本人曰くつばきと京汰がくっつくことがリベンジ）。

## 書誌情報

### 単行本
- 水波風南 『今日、恋をはじめます』 小学館〈少コミフラワーコミックス〉、全15巻
- # 2008年1月25日発売[2]、ISBN 978-4-09-131540-3
- # 2008年4月25日発売[3]、ISBN 978-4-09-131590-8
- # 2008年7月25日発売[4]、ISBN 978-4-09-131830-5
- # 2008年10月24日発売[5]、ISBN 978-4-09-132107-7
- # 2009年2月26日発売[6]、ISBN 978-4-09-132300-2
- # 2009年6月26日発売[7]、ISBN 978-4-09-132424-5
- # 2009年10月26日発売[8]、ISBN 978-4-09-132609-6
- # 2010年2月26日発売[9]、ISBN 978-4-09-133034-5
- # 2010年6月25日発売[10]、ISBN 978-4-09-133240-0
- # 2010年10月26日発売[11]、ISBN 978-4-09-133514-2
- # 2011年2月25日発売[12]、ISBN 978-4-09-133677-4
- # 2011年6月24日発売[13]、ISBN 978-4-09-133847-1
- # 2011年11月25日発売[14]、ISBN 978-4-09-134147-1
- # 2012年2月24日発売[15]、ISBN 978-4-09-134284-3
- # 2012年5月25日発売[16]、ISBN 978-4-09-134520-2

### 小説
特記のない限り原作は水波風南、著者は高瀬ゆのか
- 『今日、恋をはじめます 初恋のプレリュード』 小学館〈FCルルルnovels〉、2010年2月26日発売[17]、ISBN 978-4-09-133135-9
- 『今日、恋をはじめます 運命は君の手の中に』 小学館〈FCルルルnovels〉、2011年2月25日発売[18]、ISBN 978-4-09-133780-1
- 『今日、恋をはじめます（映画ノベライズ）』 小学館〈小学館文庫〉、2012年11月6日発売[19]、ISBN 978-4-09-408776-5

## OVA
ANIME 今日、恋をはじめます
2010年6月23日発売の第9巻限定特装版に第1話、2010年10月23日発売の第10巻限定特装版に第2話を収録。2011年2月25日に2話を1エピソードにまとめたOVAを発売。OVAでは新作OP収録のほか、プレミアム・エディションには映像特典としてデジタルコミックを収録。
またフレンチ・キスのCD『If』同梱DVDではデジタルコミックが収録。
- アニメDVD第1巻：2010年6月23日発売[20]。
- アニメDVD第2巻：2010年10月23日発売[21]。
- OVA：2011年2月25日発売[22]。

### スタッフ
- 原作 - 水波風南
- 監督・絵コンテ・演出 - 山内重保
- キャラクターデザイン・作画監督 - 羽山淳一
- 美術監督 - 竹田悠介
- 色彩設計 - 辻田邦夫
- 撮影監督 - 沖田純美
- 編集 - 西山茂
- 音楽 - 杉本優
- プロデューサー - 山川恵一、根岸智也
- アニメーション制作プロデューサー - 松倉友二
- アニメーション制作 - J.C.STAFF
- 制作 - 小学館集英社プロダクション
- 製作 - 小学館

### 主題歌
エンディングテーマ「いじわるな恋」
作詞・作曲 - rino / 編曲 - 渡辺拓也 / 歌 - 伊藤かな恵
OVAオープニングテーマ「If」
作詞 - 秋元康 / 作曲 - 飯田建彦 / 編曲 - 酒井陽一 / 歌 - フレンチ・キス

## デジタルコミック

### デジコミ
『Sho-Comi』の2008年12号 - 14号にて応募者全員サービスとして発売されたコミックDVD。
「うわさの翠くん!!」「僕の初恋をキミに捧ぐ」が同時収録。

### ムービーコミック
2011年10月31日より漫画に音声や特殊効果を加えたムービーコミックがBeeマンガにて配信された。
- 主題歌：SUPER☆GiRLS『WAKE UP! ～オンナノコのチカラ～』

## 映画
2012年12月8日公開。主演は武井咲、松坂桃李。テーマソングにはSCANDAL、Perfumeら計12組のアーティストが参加する。
全国301スクリーンで公開され、2012年12月8・9日の初日2日間で興収2億2,532万3,000円、動員18万8,378人になり、映画観客動員ランキング（興行通信社調べ）で初登場第3位となった。
2013年5月24日にDVD・ブルーレイが発売され、2014年10月6日にはTBS系列にて地上波で初めて放送された。

### キャスト
主要人物については上述「登場人物」の節を参照。
- 菜奈：木村文乃
- 花野井：青柳翔
- 山内有砂：高梨臨
- 美咲：ドーキンズ英里奈
- 香奈：藤原令子
- クラス担任：西田有沙
- 神崎京香：高岡早紀
- 日比野庄一郎：長谷川初範
- 日比野節子：麻生祐未
- 椿圭汰：村上弘明
- 市倉深歩：山谷花純
- 上遠野太洸、山崎紘菜、岩﨑名美、牧田哲也、小橋川よしと、西田有沙　ほか

### スタッフ
- 原作：水波風南
- 監督：古澤健
- 企画プロデュース：平野隆、森川真行
- プロデューサー：武田吉孝、幾野明子、渡邉義行
- 音楽：Flying Pan
- 脚本：浅野妙子
- 撮影：喜久村徳章
- 美術：丸尾知行、小林亜紀
- 録音：小原善哉
- 編集：張本征治
- 装飾：藤田徹
- 音楽プロデューサー：溝口大悟
- 助監督：菊地健雄
- ラインプロデューサー：姫田伸也
- 特別衣装協力：ビームス
- 企画協力：WOWOW
- 制作プロダクション：ファインエンターテイメント
- 配給：東宝
- 製作：映画「今日、恋をはじめます」製作委員会（TBSテレビ、東宝、小学館、電通、WOWOW、中部日本放送、KDDI、ファインエンターテイメント、ポニーキャニオン、オスカープロモーション、ソニー・ミュージックエンタテインメント、トップコート、Yahoo! JAPAN、日本出版販売、北海道放送、RKB毎日放送）

### テーマソング
※楽曲使用シーン順
- SCANDAL「ハッピーコレクター」
- Perfume「ナチュラルに恋して」
- bómi「エクレア」
- LGMonkees「NAGISA」
- たむらぱん「ぼくの」
- SEKAI NO OWARI「スターライトパレード-CAN'T SLEEP FANTASY NIGHT Version-」
- MAY'S「ダイヤモンド」
- さよならポニーテール「きみに、なりたい」
- back number「笑顔」
- 中島美嘉「初恋」
- ねごと「ながいまばたき」
- 7!!「弱虫さん」

### 受賞歴
- 第36回日本アカデミー賞[29]
  - 新人俳優賞（武井咲、松坂桃李）
- 第22回日本映画批評家大賞[30]
  - 新人男優賞（青柳翔）
  - 新人女優賞（武井咲）
  - 編集賞（張本征治）
- 第36回山路ふみ子映画賞
  - 新人女優賞（武井咲）
- 第38回エランドール賞
  - 新人賞（木村文乃）